# Ceromya laboriosa
Ceromya laboriosa là một loài ruồi trong họ Tachinidae.